# جوئل گرچ
جوئل جیمز گرچ (به انگلیسی: Joel James Gretsch) بازیگر آمریکایی متولد ۲۰ دسامبر ۱۹۶۳ که بیشتر به خاطر بازی در سریال‌های تلویزیونی شناخته می‌شود.

## سریال‌ها
بازیگر آمریکایی که در مجموعه‌های وی (مجموعه تلویزیونی) در نقش پدر جک لندری و ۴۴۰۰ (مجموعه تلویزیونی) در نقش یک مامور اف‌بی‌آی به نام تام بالدوین ایفای نقش نموده است.

## سینما
همچنین او در فیلم فشار نقش پدر نیک بازی کرده‌است. فیلم افسانه بگر ونس در سال ۱۹۹۰ میلادی فیلم مشهور دیگر این بازیگر هالیوود است.
| سال  | عنوان                | نقش          |
| ---- | -------------------- | ------------ |
| ۲۰۰۲ | گزارش اقلیت          | دونالد دوبین |
| ۲۰۰۷ | گنجینه ملی: کتاب رمز | توماس گیتس   |
| ۲۰۰۹ | روانپزشک             | اوان         |
| ۲۰۰۹ | فشار                 | جونا         |
| ۲۰۱۵ | نور امن              | آقای سالیوان |